# Phasia aldrichii
Phasia aldrichii är en tvåvingeart som först beskrevs av Charles Henry Tyler Townsend 1891.
Phasia aldrichii ingår i släktet Phasia och familjen parasitflugor. Inga underarter finns listade i Catalogue of Life.